# Водни бегачи
Водните бегачи (Gyrinidae) са семейство насекоми от разред Бръмбари (Coleoptera).
Таксонът е описан за пръв път от Пиер-Андре Латрей през 1802 година.

## Подсемейства
- Gyrininae
- Heterogyrinae
- Spanglerogyrinae